# Seira dubia
Seira dubia är en urinsektsart som beskrevs av Christiansen och Bellinger 1980. Seira dubia ingår i släktet Seira och familjen brokhoppstjärtar. Inga underarter finns listade i Catalogue of Life.